# Шахгильдян, Иосиф Васильевич
Иосиф Васильевич (Ваганович) Шахгильдян (1932—2013) — советский и российский учёный-медик, эпидемиолог, доктор медицинских наук, профессор; член-корреспондент РАМН (2005), академик РАЕН (1991).
Научная деятельность И. В. Шахгильдяна была связана с вирусными гепатитами человека, он внёс огромный вклад в изучение различных аспектов вирусных гепатитов. Автор более 300 научных работ, в том числе монографий.

## Биография
Родился 23 августа 1932 года в Москве в семье Шахгильдяна Василия Петровича (Вагана Перуновича), начальника Свердловской железной дороги и его жены — Днепровой Нины Марковны — директор Института марксизма-ленинизма в Свердловске. Брат — Шахгильдян Ваган Ваганович, тоже стал учёным, доктором технических наук.
В 1956 году с отличием окончил лечебный факультет 2-го Московского медицинского института (ныне Российский национальный исследовательский медицинский университет имени Н. И. Пирогова). В 1958 году окончил ординатуру по инфекционным болезням клинического отдела Института вирусологии им. Д. И. Ивановского АМН СССР (ныне НИИ вирусологии имени Д. И. Ивановского РАМН). С 1958 года работал в этом же институте, где прошел путь врача-инфекциониста, младшего научного сотрудника, старшего научного сотрудника и руководителя лаборатории эпидемиологии и профилактики вирусных гепатитов (с 1981 года).
В 1962 году И. В. Шахгильдян — защитил кандидатскую диссертацию на тему «Клиника и диагностика безжелтушной формы болезни Боткина у детей»; в 1981 году защитил докторскую диссертацию на тему «Вирусный гепатит A у детей : (Клинико-эпидемиологическое и диагностическое исследование)»; в 1989 — получил звание профессора.
С 2002 года Шахгильдян — профессор кафедры вирусологии медико-профилактического факультета в Московской медицинской академии им. И. М. Сеченова (1-й МГМУ), профессор кафедры вирусологии медико-профилактического факультета послевузовского профессионального образования. Им подготовлено 27 кандидатов и 3 доктора медицинских наук.
Занимаясь также общественной деятельностью, являлся членом правления Всероссийского научно-практического Общества эпидемиологов, микробиологов и паразитологов, а также членом редколлегии журнала «Вопросы современной педиатрии» и двух информационных медицинских бюллетеней.
Умер 17 августа 2013 в Москве.
Был удостоен звания «Заслуженный деятель науки РФ» (1998), награждён медалями, среди которых «В память 850-летия Москвы» и Медаль «Ветеран труда».